# Caliscelis dimidiata
Caliscelis dimidiata är en insektsart som beskrevs av Costa 1863. Caliscelis dimidiata ingår i släktet Caliscelis och familjen Caliscelidae.
Artens utbredningsområde är Portugal. Inga underarter finns listade i Catalogue of Life.